# São João das Missões
São João das Missões is een gemeente in de Braziliaanse deelstaat Minas Gerais. De gemeente telt 11.267 inwoners (schatting 2009).

## Aangrenzende gemeenten
De gemeente grenst aan Cônego Marinho, Itacarambi, Januária, Manga, Matias Cardoso en Miravânia.

## Geboren
- Célia Xakriabá (1990), pedagoge en activiste